# Springbrook (Dakota del Norte)
Springbrook es una ciudad ubicada en el condado de Williams en el estado estadounidense de Dakota del Norte. En el censo de 2010 tenía una población de 27 habitantes y una densidad poblacional de 28,48 personas por km².

## Geografía
Springbrook se encuentra ubicada en las coordenadas 48°15′7″N 103°27′41″O / 48.25194, -103.46139. Según la Oficina del Censo de los Estados Unidos, Springbrook tiene una superficie total de 0.95 km², de la cual 0.95 km² corresponden a tierra firme y (0%) 0 km² es agua.

## Demografía
Según el censo de 2010, había 27 personas residiendo en Springbrook. La densidad de población era de 28,48 hab./km². De los 27 habitantes, Springbrook estaba compuesto por el 100% blancos, el 0% eran afroamericanos, el 0% eran amerindios, el 0% eran asiáticos, el 0% eran isleños del Pacífico, el 0% eran de otras razas y el 0% pertenecían a dos o más razas. Del total de la población el 0% eran hispanos o latinos de cualquier raza.